# Gerhard Raab

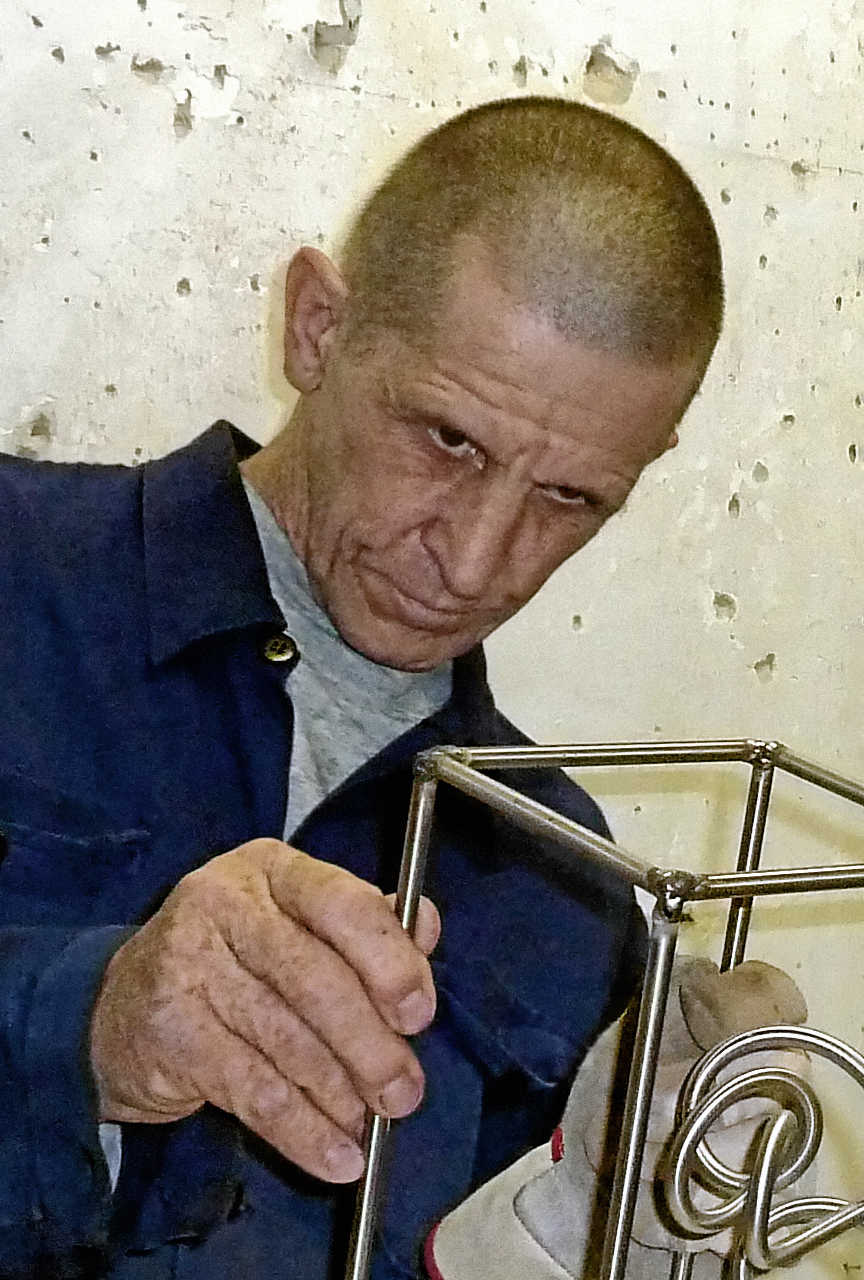
Gerhard Raab im Atelier (2016)

Gerhard Raab (* 27. Februar 1956 in Graz; † 29. Jänner 2023) war ein österreichischer Grafiker, Maler und Bildhauer sowie Kunstlehrer und ‑dozent.

## Leben

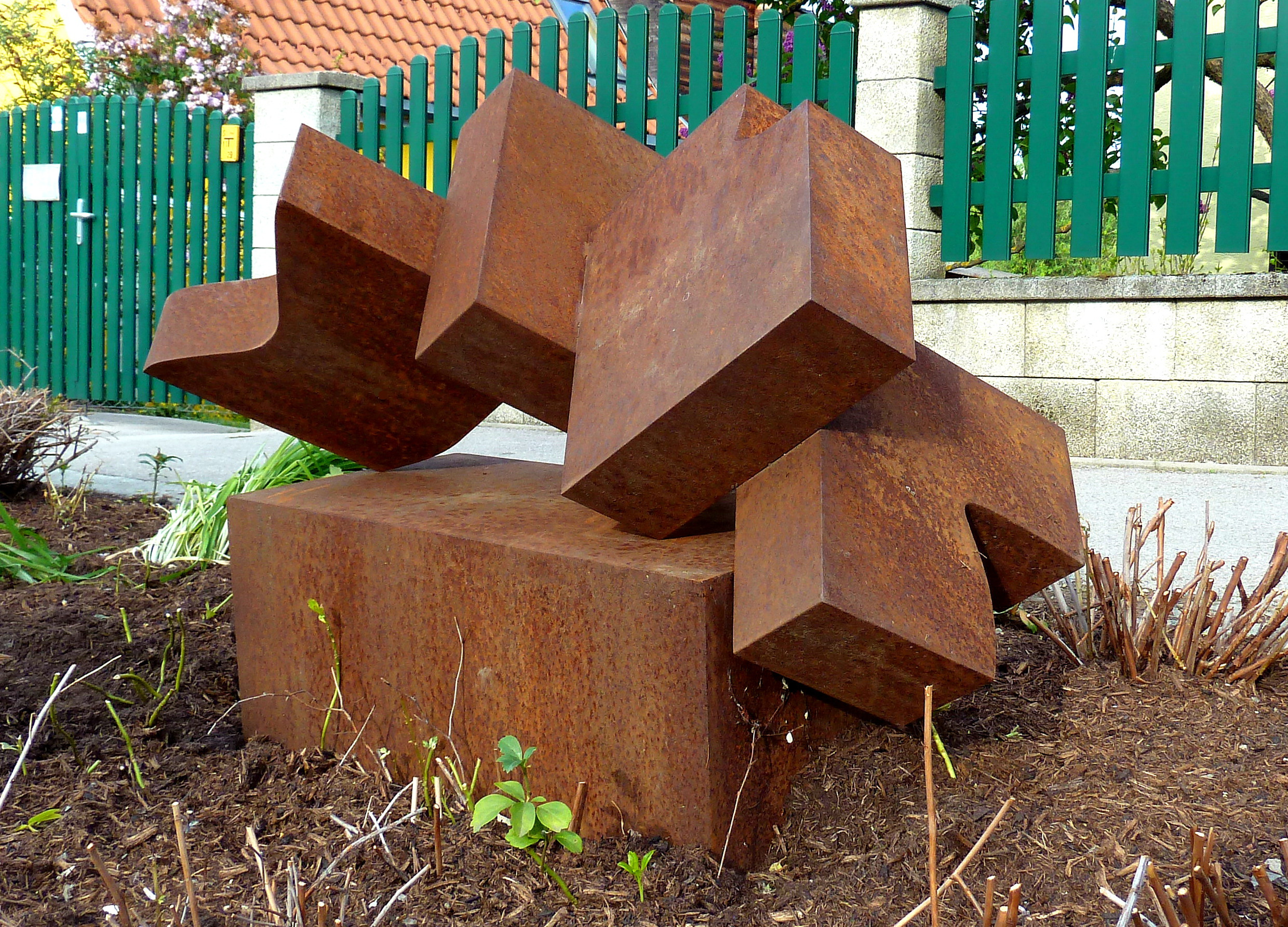
Gerhard Raab: Aktstudie, Stahl (Graz, 2016)

Gerhard Raab wuchs in seinem Geburtsort Graz auf. Nach seiner schulischen Ausbildung studierte er zunächst Kunstgeschichte an der Karl-Franzens-Universität in Graz, erkannte dabei sein Interesse für Gestaltung und entschied sich dann für eine aktive Betätigung als Künstler. Von 1993 bis 1997 studierte er Grafik und Malerei an der Akademie der bildenden Künste in Wien bei Professor Gunter Damisch und schloss mit dem Diplom für Grafik und Malerei ab. Anschließend absolvierte er an der Wiener Kunstakademie von 1997 bis 2001 ein Studium der Bildhauerei bei Professor Bruno Gironcoli, das er 2001 mit dem Diplom für Bildhauerei abschloss.
Raab betätigt sich als freischaffender Künstler. Darüber hinaus ist er in Graz als Lehrkraft im Bereich Kunst am Bundes- und Bundesrealgymnasium Kirchengasse tätig und nimmt zudem Lehraufträge an der Pädagogischen Hochschule Steiermark und an der Kirchlichen Pädagogischen Hochschule wahr.
Bei seiner künstlerischen Arbeit ist Raab Minimalist. Er versuche „maximale Spannung mit minimaler Form“ zu erreichen, so die Grazer Kulturjournalistin Barbara Jernej (u. a. Kulturzeitung 80, Graz); die Aufgabe der Kunst bestehe für ihn in der Reduktion. Dabei nähere Raab sich seinem Thema in zwei verschiedenen Herangehensweisen: während seine Grafiken und gestischen Zeichnungen – Objekte aus Eisendraht – „dem Prinzip der informellen Kunst folg[t]en“, lasse sich vor allem in seinen jüngeren Arbeiten „eine Tendenz zu formalen Konzeptionen erkennen“. Während seines Schaffensprozesses gehe es Raab darum, sich „so lange wie möglich nichts vorzustellen und für alles offen zu bleiben“. Daraus ergebe sich laut Jernej ein „besonderer Kontrast“ – seine „Arbeiten wirk[t]en spontan, obwohl sie das Ergebnis eines langen und oft anstrengenden Entstehungsprozesses“ seien.
Nach eigenen Angaben von Raab solle Kunst seiner Auffassung nach die Menschen irritieren, gewohnte Denkmuster ändern und das Bewusstsein bereichern. Ihren Stellenwert für den Menschen begründet er mit der Idee, dass Kunst die einzige Möglichkeit sei, „den Menschen in einer Welt, in der es schon alles gibt, den Boden unter den Füßen wegzureißen“. Seine Kunst solle daher „keine Antworten liefern, sondern neue Fragen aufwerfen“.
Raab nahm seit 1976 an zahlreichen Einzel- und Gruppenausstellungen im In- und Ausland teil. Seine Arbeiten wurden mit mehreren Preisen ausgezeichnet. Er ist Mitglied der IG Bildende Kunst.
Gerhard Raab lebt und arbeitet in Graz.

## Auszeichnungen

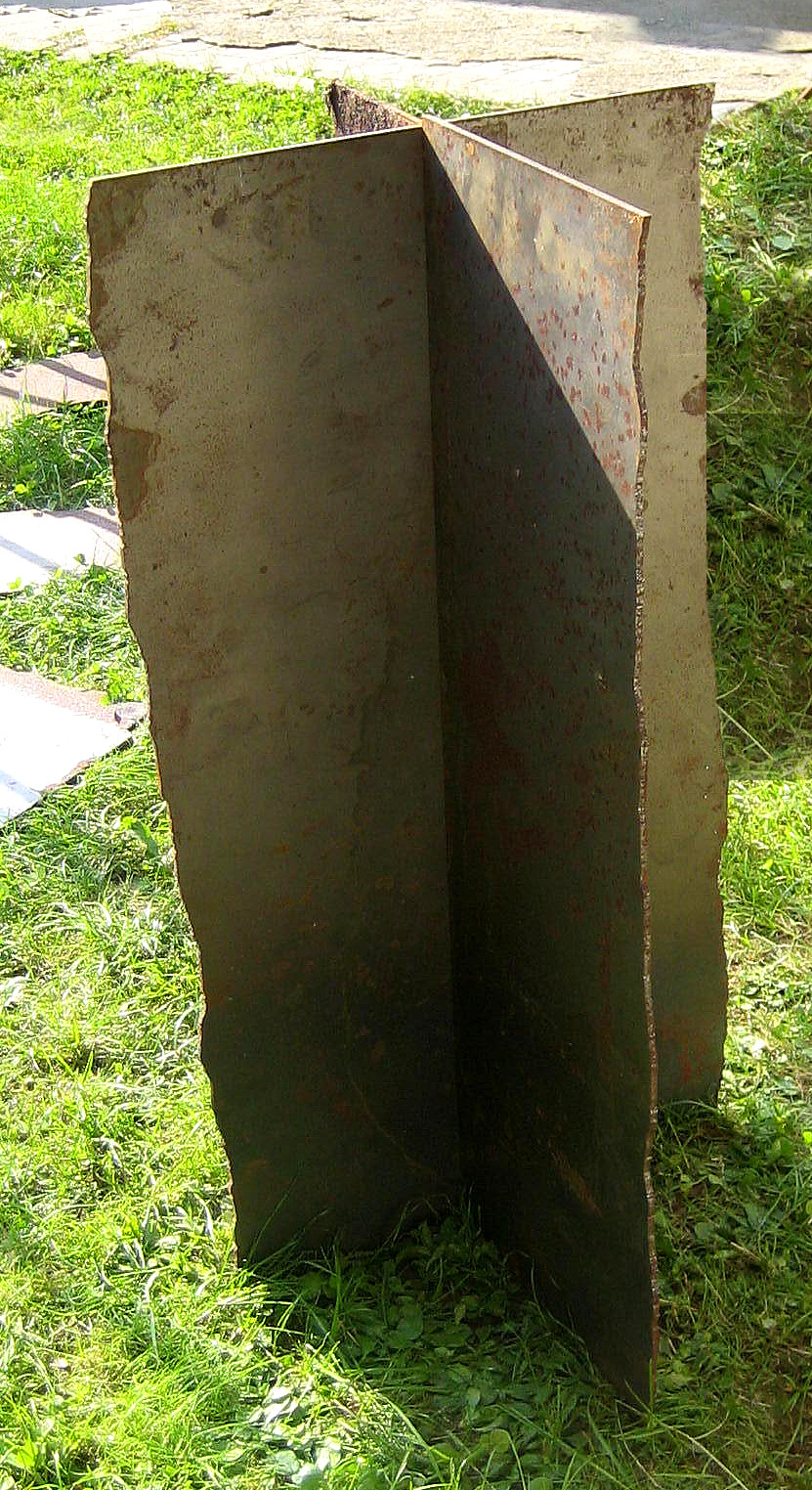
Gerhard Raab: Crossing the view 1 (Graz, 2009)

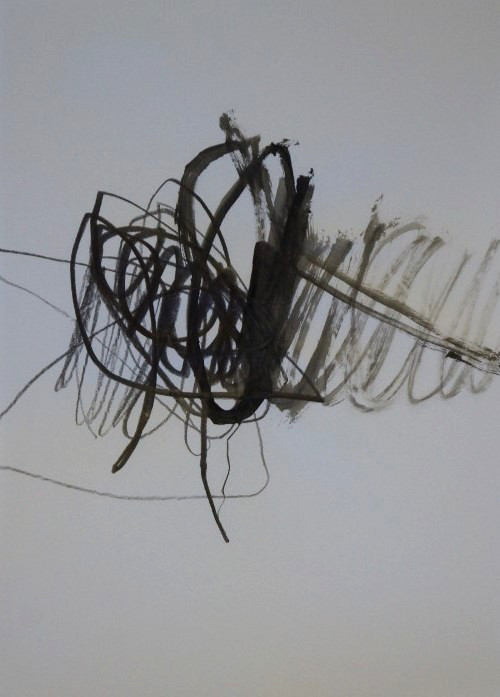
Gerhard Raab: Ohne Titel (Geste) (2015)

- 1985: Kunstpreis der Galerie Carneri, Graz
- 1994: Schriftpreis der Akademie der bildenden Künste, Wien
- 2001: Meisterschulpreis für Bildhauerei der Akademie der bildenden Künste, Wien

## Werke (Auswahl)
- 2008: Fundamente, Eisen lackiert, Aluschilder (Beitrag zur Freiraumausstellung Denk:Fundamente // Payer-Weyrecht-Inseln III, kunstGarten Graz 2008, Graz)
- 2009: Crossing the view, Stahl (Beitrag zur Freiraumausstellung Payer-Weyrecht-Inseln IV // Posito casu:out of (my) mind, kunstGarten Graz 2009, Graz)
- 2011: Aktstudie auf Sockel, Metallkomposition (Beitrag zur Freiraumausstellung Herbstgewucher, kunstGarten Graz 2011, Graz)
- 2014: Satellit, Eisendraht, dreidimensionales Objekt (Beitrag zur Kunstausstellung Eisenerz… auf Draht!) des Kunst- und Kulturprojekts eisenerZ*ART, Eisenerz, Steiermark
- 2014: Studie Monotypie (3)

## Ausstellungen (Auswahl)
Einzelausstellungen
- 1981: Palais Liechtenstein, Ausstellungshaus der Stadt Feldkirch, Vorarlberg (mit Peter Philipp)
- 1984: Kapfenberger Kulturtage, Kapfenberg, Steiermark
- 1989: Europazentrum – Europahaus Graz, Graz
- 1994: Peña Cultural Antonio Chacón, Jerez de la Frontera (Spanien)
- 1996: Galerie Celeste, Wien (Laudatio: Gunter Damisch)
- 2000: Galerie Carneri, Graz (Laudatio: Helmut Schlacher)
- 2013: Bildungshaus/Stiftsgalerie im Stift St. Georgen, St. Georgen am Längsee, Kärnten
- 2014: Kunstraum im Kloster Marienkron, Mönchhof, Burgenland
- 2014: Conline, Objekt/Grafik, im Kultur- und Aktionszentrum Cselley Mühle, Oslip, Burgenland

Ausstellungsbeteiligungen
- 1988: Kunstpreisausstellung, Neue Galerie, Graz
- 2001: Kupferstichkabinett, Akademie der bildenden Künste, Wien
- 2003: 4. Ägyptische Internationale Triennale für Druckgrafik (engl. ‚4th Egyptian International Print Triennial‘),
parallel laufende Ausstellungen in zwei Kunstmuseen in Ägypten:
National Centre of Fine Arts, Kairo; Museum of Fine Arts, Alexandria
- 2003: Heimspiel 1, Galerie Schafschetzy, Graz
- 2006: Kulturzentrum Laiptai Galerie, Šiauliai (Litauen)
- 2008: Denk:Fundamente // Payer-Weyrecht-Inseln III, kunstGarten Graz, Graz
- 2009: Posito casu:out of (my) mind, kunstGarten Graz
- 2009/10: About happiness, kunstGarten Graz
- 2011: Herbstgewucher, kunstGarten Graz
- 2014: Globesighting, kunstGarten Graz
- 2014: Eisenerz... auf Draht!, Ausstellung des Kunst- und Kulturprojekts eisenerZ*ART, Eisenerz, Steiermark
- 2015: Freundschaft ohne Grenzen – Internationales Druckgrafikprojekt 2015/
10 Jahre Kooperation Österreich-Argentinien (spanisch: Amistad sin fronteras),
österreichisch-argentinische Gemeinschafts- und Wanderausstellung:
  - 1. Ausstellung: Kunsthaus Köflach, Köflach, Steiermark
  - 2. Ausstellung: Casa de la Cultura de Entre Ríos, Paraná, Provinz Entre Ríos (Argentinien)
  - 3. Ausstellung: Bolsa de Comercio de Mendoza, salon de actos, Mendoza, Provinz Mendoza (Argentinien)